# Hessen vasútvonalainak listája

Németország tartományai

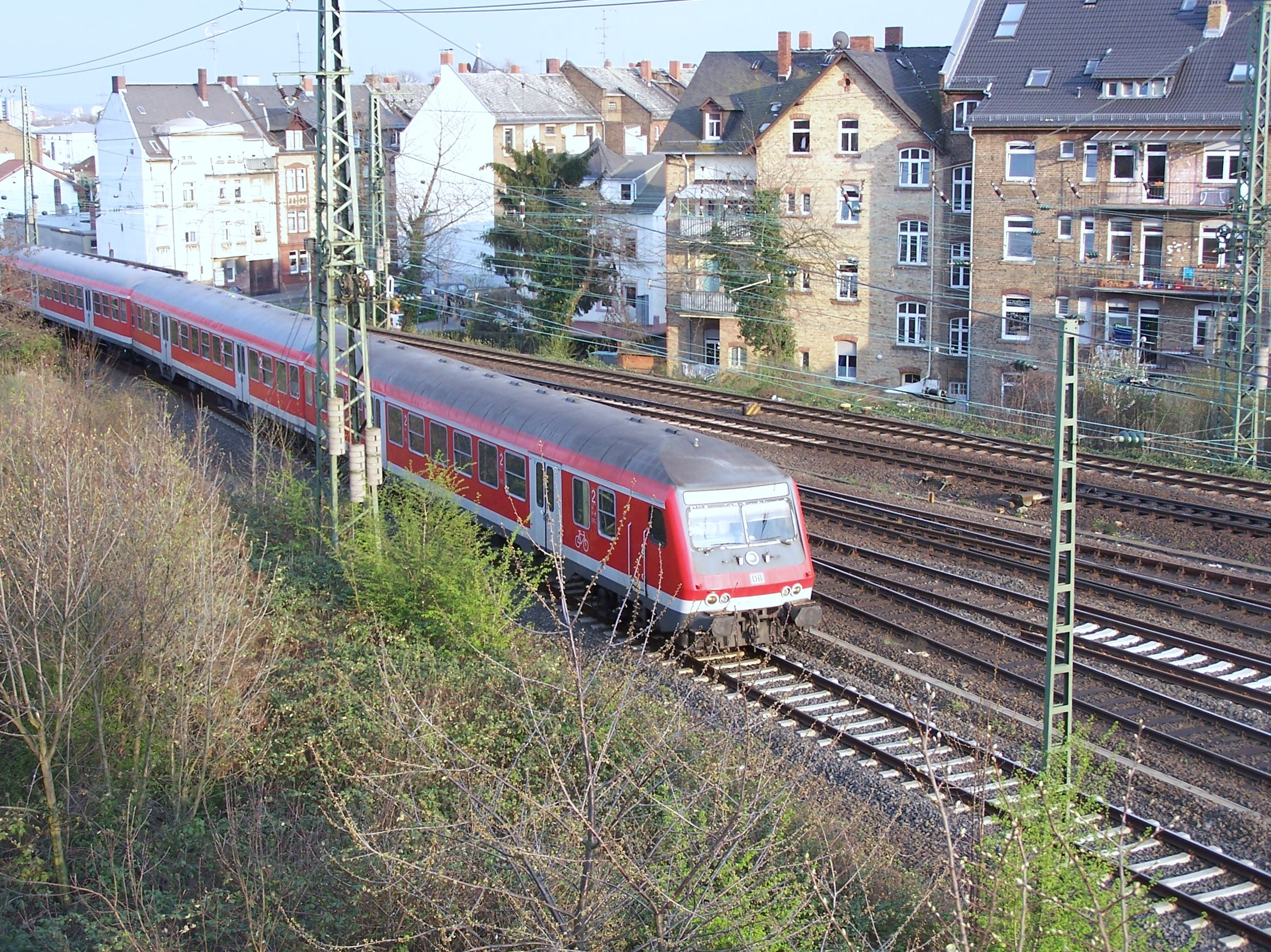
Regionalzug a Taunus vasútvonalon

Ez a lista a németországi Hessen tartomány vasútvonalait sorolja fel ábécé sorrendben. A lista nem teljes.

## Vasútvonalak
- Bebra–Göttingen-vasútvonal
- Bingerbrück–Rüdesheim vasúti komp
- Cannons-vasútvonal
- Carl's-vasútvonal
- Deutz–Gießen-vasútvonal
- Dill-vasútvonal
- DreiLänder-vasútvonal
- East Rhine-vasútvonal
- Flieden–Gemünden-vasútvonal
- Frankfurt Airport loop
- Frankfurt City Link Line
- Frankfurt City Tunnel
- Frankfurt-Hanau-vasútvonal
- Frankfurt-Offenbach Local-vasútvonal
- Frankfurt–Bebra-vasútvonal
- Frankfurt–Mannheim nagysebességű vasútvonal
- Frederick William Northern-vasútvonal
- Halle–Kassel-vasútvonal
- Hannover–Würzburg nagysebességű vasútvonal
- Heller Valley-vasútvonal
- Taunus-vasútvonal
- Homburg-vasútvonal
- Kassel–Warburg-vasútvonal
- Kinzigtal-vasútvonal
- Köln–Frankfurt nagysebességű vasútvonal
- Kronberg-vasútvonal
- Lahn Valley-vasútvonal
- Leinefelde–Treysa-vasútvonal
- Limes-vasútvonal
- Lollar–Wetzlar-vasútvonal
- Main-vasútvonal
- Main-Lahn-vasútvonal
- Main-Neckar-vasútvonal
- Main-Weser-vasútvonal
- Main–Spessart-vasútvonal
- Nassau State-vasútvonal
- Neckar Valley-vasútvonal
- Neroberg-vasútvonal
- North–South-vasútvonal
- Odenwald-vasútvonal
- Offenbach városi alagút
- Rhine-Main-vasútvonal
- Ried-vasútvonal
- Rodgau-vasútvonal
- Soden-vasútvonal
- Solling-vasútvonal
- South Main S-Bahn
- Taunus-vasútvonal
- Thuringian-vasútvonal
- Weschnitz Valley-vasútvonal

## Szárnyvonalak
- Aschaffenburg–Höchst (Odenwald)-vasútvonal
- Ländches-vasútvonal